# Pelecystola nearctica
Pelecystola nearctica là một loài bướm đêm thuộc họ Tineidae. It is found across miền đông North America, from Quebec to miền bắc Florida, phía tây đến Arkansas.
Chiều dài cánh trước là 5.4-6.2 mm đối với con đực và 7-8.5 đối với con cái. Con trưởng thành bay từ tháng 4 đến tháng 9.